# Z38 (駆逐艦)
Z38はドイツ海軍の駆逐艦。1936A型。

## 艦歴
1939年9月19日発注。1940年4月15日起工。1941年8月5日進水。1943年3月20日就役。
1943年10月にノルウェー北部へ進出。1945年1月までそこに留まり、1942年12月のオストフロント作戦に参加したほか、機雷敷設などに従事した。
1945年1月28日、ノルウェー北部からバルト海へ移るために駆逐艦Z31、Z34と共にノルウェー沖を南下中にイギリス海軍の軽巡洋艦ダイアデム、モーリシャスと交戦。
バルト海では、ソ連赤軍に対する艦砲射撃や避難民の輸送を行った。
戦後イギリスに引き渡され、ナンサッチ (Nonsuch) と改名された。1949年にスクラップとして売却。